# Nesophontes superstes
Nesophontes superstes é uma espécie extinta de mamífero da família Nesophontidae. Conhecida de apenas uma mandíbula encontrada na caverna de la Ventana, na província de Pinar del Río, Cuba.